# Juan Pedro Domecq (ganadería)
Juan Pedro Domecq es el nombre de una ganadería brava española que fue fundada en 1930 por el empresario gaditano Juan Pedro Domecq y Núñez de Villavicencio y que está registrada dentro de la Unión de Criadores de Toros de Lidia. Los toros de esta ganadería pastan en la finca Lo Álvaro, situada en el término municipal de El Castillo de las Guardas, en la provincia de Sevilla.
El origen de esta ganadería está relacionado con la histórica vacada que tuvo en sus manos el ducado de Veragua, de la que conservan sus elementos distintivos: el hierro, la divisa blanca y encarnada así como la antigüedad en la que lidiaron por primera vez en la Plaza de toros de Madrid, el 2 de agosto de 1790.

## Historia de la ganadería
El bodeguero jerezano Juan Pedro Domecq y Núñez de Villavicencio iniciaba su aventura como ganadero en 1930 tras haber adquirido la antigua ganadería del duque de Veragua y haber hecho una compra de eralas y sementales a Agustín de Mendoza, conde de la Corte. Una compra que, según García Sánchez, estuvo motivada por su deseo de "prestigiar sus vinos y licores y satisfacer la afición que al mundo del toro tenían sus hijos". En 1937, a la muerte del ganadero, sus hijos asumirán las riendas de la vacada, desechando lo que tenían de origen Veragua y haciéndose con más reses del Conde del Corte y de la ganadería de la Viuda de Tamarón.
Progresivamente la familia Domecq empezó a configurar la creación de un fenotipo propio el cual se difundió gracias a las distintas ramas familiares que se hicieron con toros de la ganadería matriz así como las sucesivas ventas que se hicieron a otros ganaderos interesados en reses de Juan Pedro Domecq. Cabe destacar, como apunta García Sánchez, las ramificaciones que se originan en 1951, con la creación de la ganadería del Marqués de Domecq, a cargo de Pedro Domecq Rivero; en 1952, por medio de la línea Osborne; en 1968, con la ganadería de Salvador Domecq, de la que derivará también la de su hermana María Dolores (El Torero); o la creada en 1978, tras la división de los últimos lotes, por parte de Fernando y Borja Domecq con la creación de Jandilla.
Tras la muerte de Juan Pedro Domecq Solís, heredero de la ganadería familiar, tomaría las riendas su hijo Juan Pedro Domecq Morenés quien regenta la vacada en la actualidad.

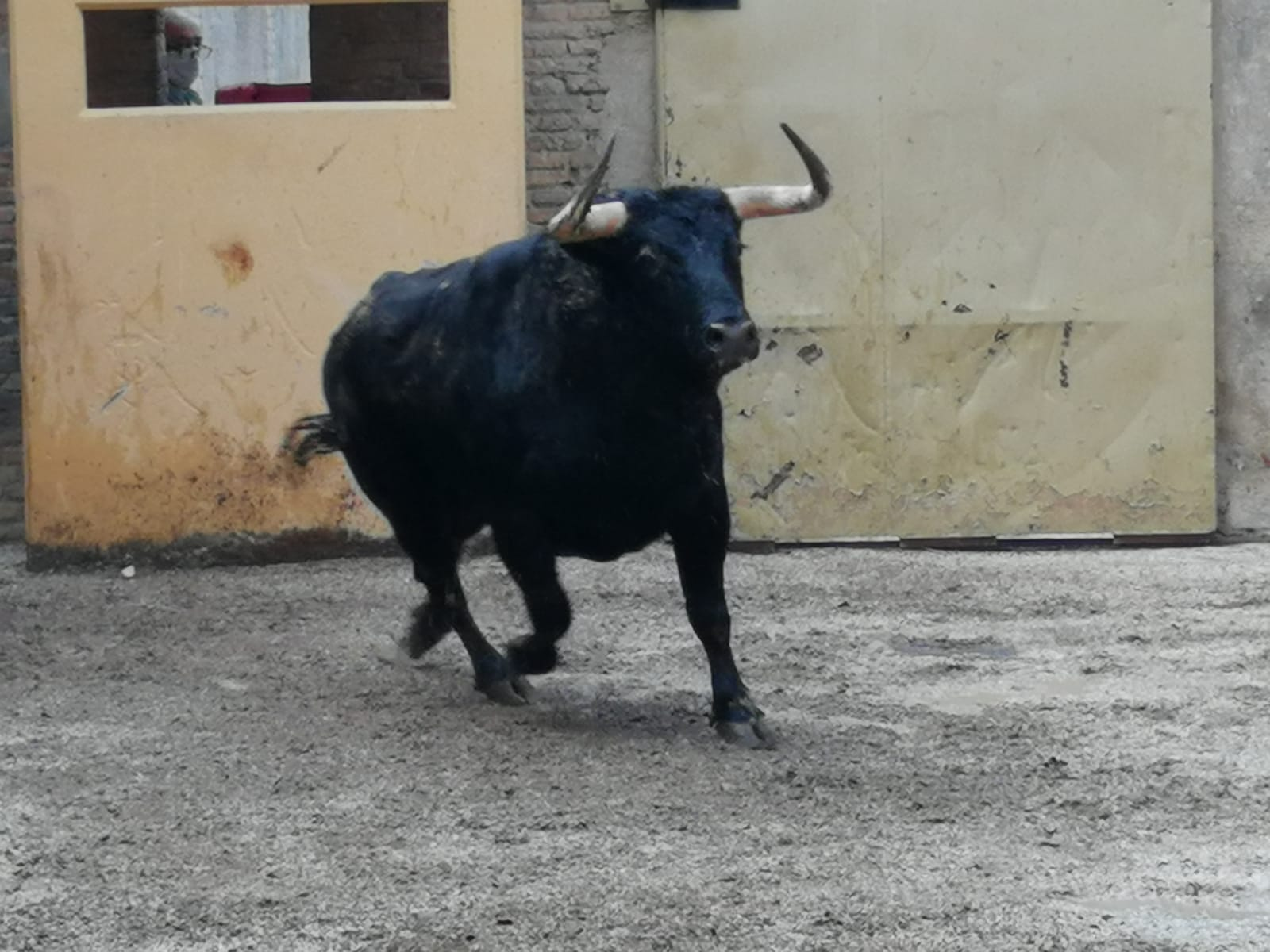
Toro de la ganadería Juan Pedro Domecq lidiado en Granada el día 26 de septiembre de 2020

### Toros célebres
| Nombre                                                                               | Número | Peso | Color          | Fecha de lidia           | Plaza de toros                         | Torero                      | Observaciones                                        |
| ------------------------------------------------------------------------------------ | ------ | ---- | -------------- | ------------------------ | -------------------------------------- | --------------------------- | ---------------------------------------------------- |
| Jirivilla                                                                            | 143    | 495  | Negro zaíno    | 15 de septiembre de 1959 | Plaza de toros de Jerez de la Frontera | -                           | Reconocido como el mejor toro de la corrida concurso |
| Haraposo                                                                             | 88     | 485  | Negro lombardo | 14 de mayo de 1960       | Plaza de toros de Jerez de la Frontera | -                           | Premiado con la vuelta al ruedo                      |
| Escritor                                                                             | 52     | -    | -              | 17 de junio de 1960      | Plaza de toros de Granada              | Antonio Ordóñez             | Premiado con la vuelta al ruedo                      |
| Limonero                                                                             | -      | 572  | Negro zaíno    | 19 de junio de 1962      | Plaza de toros de Bilbao               | Antonio Ordóñez             | Primer toro lidiado en el nuevo coso bilbaíno        |
| Madrileño                                                                            | 28     | -    | Negro          | 14 de julio de 1969      | Plaza de toros de Pamplona             | El Viti                     | Reconocido como el toro más bravo de la feria        |
| Delirio                                                                              | 76     |      |                | 8 de julio de 1970       | Plaza de toros de Pamplona             | Paquirri                    | Reconocido como el toro más bravo de la feria        |
| Antagonista                                                                          | 20     | 540  | Negro bragado  | 12 de noviembre de 1992  | Plaza de toros de Aguascalientes       | Rodolfo Rodríguez "El Pana" | Premiado con la vuelta al ruedo                      |
| Despreciado                                                                          | 58     | 605  | Negro listón   | 24 de mayo de 2019       | Plaza de toros de Las Ventas           | David de Miranda            | Premiado con una gran ovación                        |
| Fuentes: https://www.las-ventas.com/resena-tarde/las-ventas-24-de-mayo-de-2019</ref> |        |      |                |                          |                                        |                             |                                                      |

### Toros indultados
| Nombre      | Número | Peso | Color        | Fecha de lidia           | Plaza de toros                             | Torero                |
| ----------- | ------ | ---- | ------------ | ------------------------ | ------------------------------------------ | --------------------- |
| Ganador     | 59     | 467  | Castaño      | 10 de septiembre de 1994 | Plaza de toros de Murcia                   | José María Manzanares |
| Halcón      | 36     | 580  | Negro        | 13 de septiembre de 1997 | Plaza de toros de Murcia                   | Enrique Ponce         |
| Anheloso    | 61     | 460  | Negro        | 30 de mayo de 2004       | Plaza de toros de Nimes                    | Enrique Ponce         |
| Odioso      | 168    | -    | Negro        | 25 de febrero de 2007    | Plaza de toros de Morón de la Frontera     | El Juli               |
| Comendador  | 134    | 482  | Castaño      | 22 de junio de 2009      | Plaza de toros de Alicante                 | Enrique Ponce         |
| Atento      | 135    | 471  | Negro mulato | 20 de julio de 2013      | Plaza de toros de Roquetas de Mar          | El Fandi              |
| Jaráiz      | 53     | 554  | Negro        | 17 de agosto de 2017     | Plaza de toros de Málaga                   | Enrique Ponce         |
| Fantasía    | 106    | 525  | Castaño      | 10 de agosto de 2019     | Plaza de toros de El Puerto de Santa María | Enrique Ponce         |
| Envilencido | 64     | -    | Castaño      | 6 de septiembre de 2020  | Plaza de toros de Andújar                  | Salvador Cortés       |
| Guiñol      | 5      | -    | Negro        | 10 de julio de 2022      | Plaza de toros de Estepona                 | David Galván          |
| Fuentes:    |        |      |              |                          |                                            |                       |

## Características
Los distintos cruces de sangre realizados por la ganadería de Juan Pedro Domecq a lo largo de su historia han permitido al hierro gaditano disponer de un tipo de toro único y diferenciado del resto de los existentes en la cabaña brava. Por esta razón, la legislación vigente reconoce a los toros de esta ganadería como creadores de un encaste del que han participado, más tarde, otras ganaderías:
- Elipométricos y eumétricos, más bien brevilíneos con perfiles rectos o subconvexos.
- Toros más finos de hechuras de los derivados de «Parladé».
- Bajos de agujas, finos de piel y de proporciones armónicas.
- Bien encornados, con desarrollo medio, y astifinos, pudiendo presentar encornaduras en gancho.
- El cuello es largo y descolgado, el morrillo bien desarrollado y la papada tiene un grado de desarrollo discreto.
- La línea dorso-lumbar es recta o ligeramente ensillada. La grupa es, con frecuencia, angulosa y poco desarrollada y las extremidades cortas, sobre todo las manos, de radios óseos finos.
- Sus pintas son negras, coloradas, castañas, tostadas y, ocasionalmente, jaboneras y ensabanadas, estas últimas por influencia de la casta Vazqueña. Entre los accidentales destaca la presencia del listón, chorreado, jirón, salpicado, burraco, gargantillo, ojo de perdiz, bociblanco y albardado, entre otros.

## Sanfermines

### Siglo XX
Una de las participaciones más exitosas de la ganadería sevillana tuvo lugar en los Sanfermines del año 1966 cuando los toros de Domecq corrieron por las calles pamplonesas el 13 de julio. En esta ocasión la corrida fue lidiada por tres figuras del momento como Antonio Ordóñéz, Andrés Vázquez y Manuel Cano El Pireo. El quinto de la tarde, de nombre Escultor, facilitó el triunfo de Vázquez al cortarle las dos orejas y el rabo y consiguiendo alzarse como el triunfador de la feria.

### Siglo XXI
A lo largo del siglo XXI la ganadería de Juan Pedro Domecq ha participado en diversas ocasiones dentro de la Feria del Toro de Pamplona, corriendo el encierro y lidiándose sus toros en los años 2003, 2004, 2005 y 2012.
Los toros de la finca de Lo Álvaro volvieron a Pamplona el 14 de julio de 2004, transcurriendo por las calles de la capital navarra en 2 minutos y 35 segundos, corriendo de forma compacta y dejando un saldo de ters heridos, dos por traumatismos y uno de ellos por "herida de asta de toro de diez centímetros en el glúteo" a un mozo pamplonés de 43 años. Por la tarde, los diestros encargados de dar lidia y muerte a los seis toros fueron el malagueño Javier Conde que debutaba en la plaza y lo hacía sustituyendo a Enrique Ponce, Julián López El Juli y Matías Tejela; destacando en banderillas el banderillero José Antonio Carretero.

## Premios y reconocimientos
- 1962: Premio al mejor toro, concedido por el Club Cocherito de Bilbao, al toro Limonero, como triunfador de la corrida concurso en la tarde inaugural de la plaza, el 19 de junio de 1962.
- 1966: Premio Carriquiri, al mejor toro de la feria de Pamplona, concedido por la Casa de Misericordia, al toro Escultor que fue lidiado en quinto lugar el 13 de julio de 1966 por el diestro Andrés Vázquez.[20]
- 1969: Premio Carriquiri, al mejor toro de la feria de Pamplona, concedido por la Casa de Misericordia, al toro Madrileño que fue lidiado en sexto lugar el 14 de julio de 1969 por el diestro Santiago Martín El Viti.[20]
- 1970: Premio Carriquiri, al mejor toro de la feria de Pamplona, concedido por la Casa de Misericordia, al toro Delirio que fue lidiado en segundo lugar el 8 de julio de 1970  por el diestro Francisco Rivera Paquirri.[20]
- 2018: Premio al toro más completo del año, concedido por la Federació de Comissions de Festes de Vall de Uxó (Castellón), por la presentación del toro Mocito.[21]